# アブドゥル・ハミド・タジク
アブドゥル・ハミド・タジク（Abdul Hamid Tajik、 1923年 - ）は、1948年ロンドンオリンピックに出場したアフガニスタンのフットボール選手。